# Koleje Małopolskie
Koleje Małopolskie (abgekürzt KMŁ, deutsch Kleinpolnische Eisenbahnen) ist ein öffentliches Eisenbahnverkehrsunternehmen in Polen, das seit Dezember 2014 in der Woiwodschaft Kleinpolen auf dem Gleisnetz der PKP verkehrt. Der hundertprozentige Eigentümer ist die Woiwodschaft Kleinpolen selbst. Die Fahrzeughalterkennung der Koleje Małopolskie ist KMAL.

## Geschichte

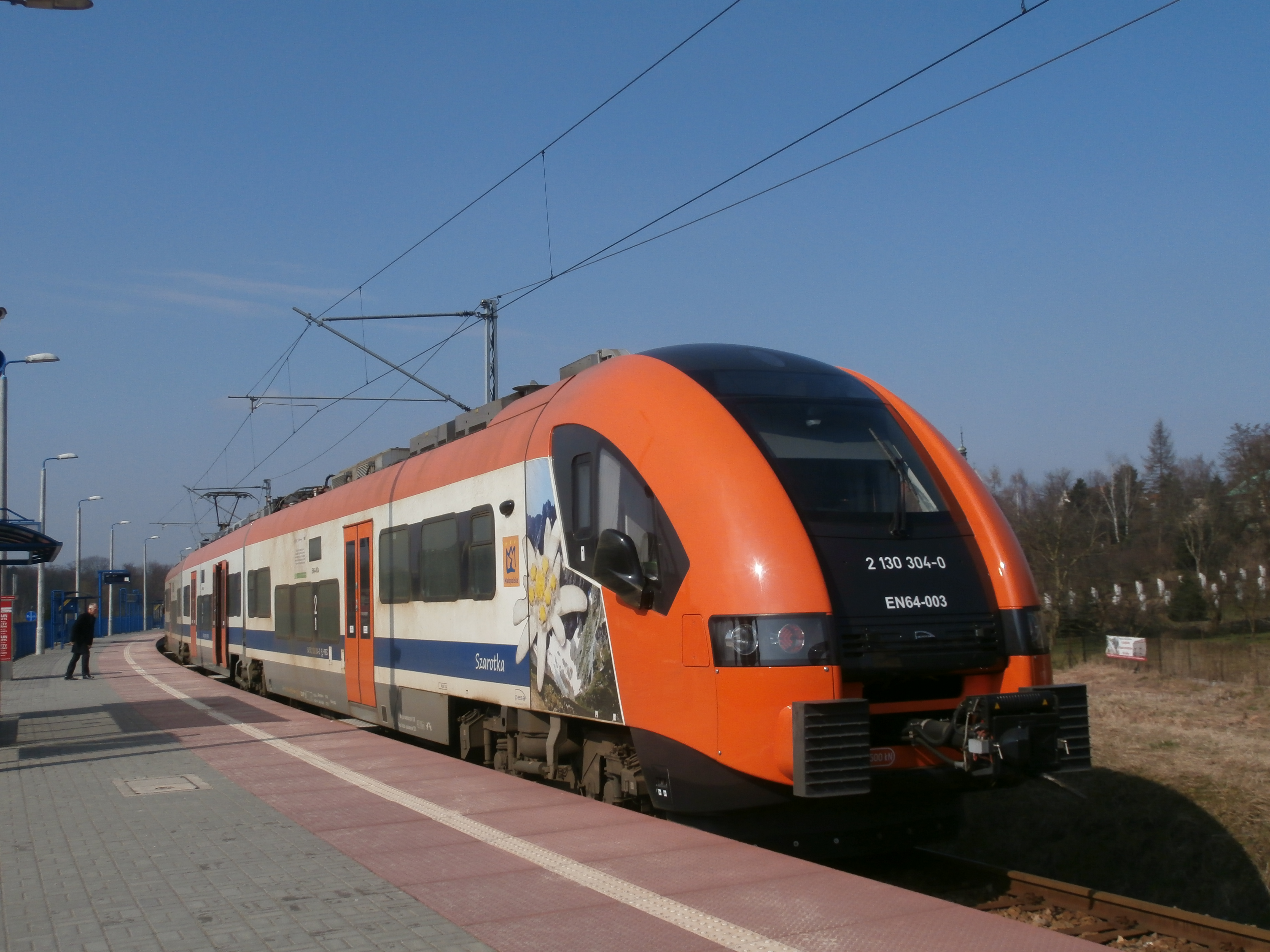
Pesa Acatus Plus

Der Schienenpersonennahverkehr in der Woiwodschaft Kleinpolen wurde ab 2001 durch die Gesellschaft Przewozy Regionalne (PR), einer Tochtergesellschaft der staatlichen Polskie Koleje Państwowe, erbracht. 2008 wurde PR in den Besitz der 16 polnischen Woiwodschaften überführt, die Woiwodschaft Kleinpolen erhielt dabei 6,4 % der Anteile an PR. Przewozy Regionalne wurde seitens der Woiwodschaften wiederholt vorgeworfen, zu hohe Preise für die Erbringung von Verkehrsleistungen zu verlangen. Daher gründeten zunächst die Woiwodschaft Masowien und daraufhin die Woiwodschaft Niederschlesien, die Woiwodschaft Großpolen und die Woiwodschaft Schlesien 2010 eigene Bahngesellschaften, die über eigene Fahrzeuge verfügen. Die Woiwodschaft Kleinpolen zog im Dezember 2013 mit der Gründung der Koleje Małopolskie nach. Im Jahr 2014 wurden der Bahngesellschaft das polnische und das europäische Sicherheitszertifikat sowie die Personenbeförderungslizenz erteilt. Die Betriebsaufnahme erfolgte im Dezember 2014. Im September 2015 wurde der Verkauf der 500.000-sten Fahrkarte bekanntgegeben. Monatskarten wurden bei dieser Zählung wie Einzelfahrscheine gezählt. Seit dem 28. September 2015 wird der Flughafen Krakau-Balice mit dem neu elektrifizierten Flughafenbahnhof Kraków Lotnisko angefahren.
Die Koleje Małopolskie verfügen über sechs Elektrotriebzüge des Herstellers Pesa vom Typ Acatus Plus.

## Netzplan (planmäßig)

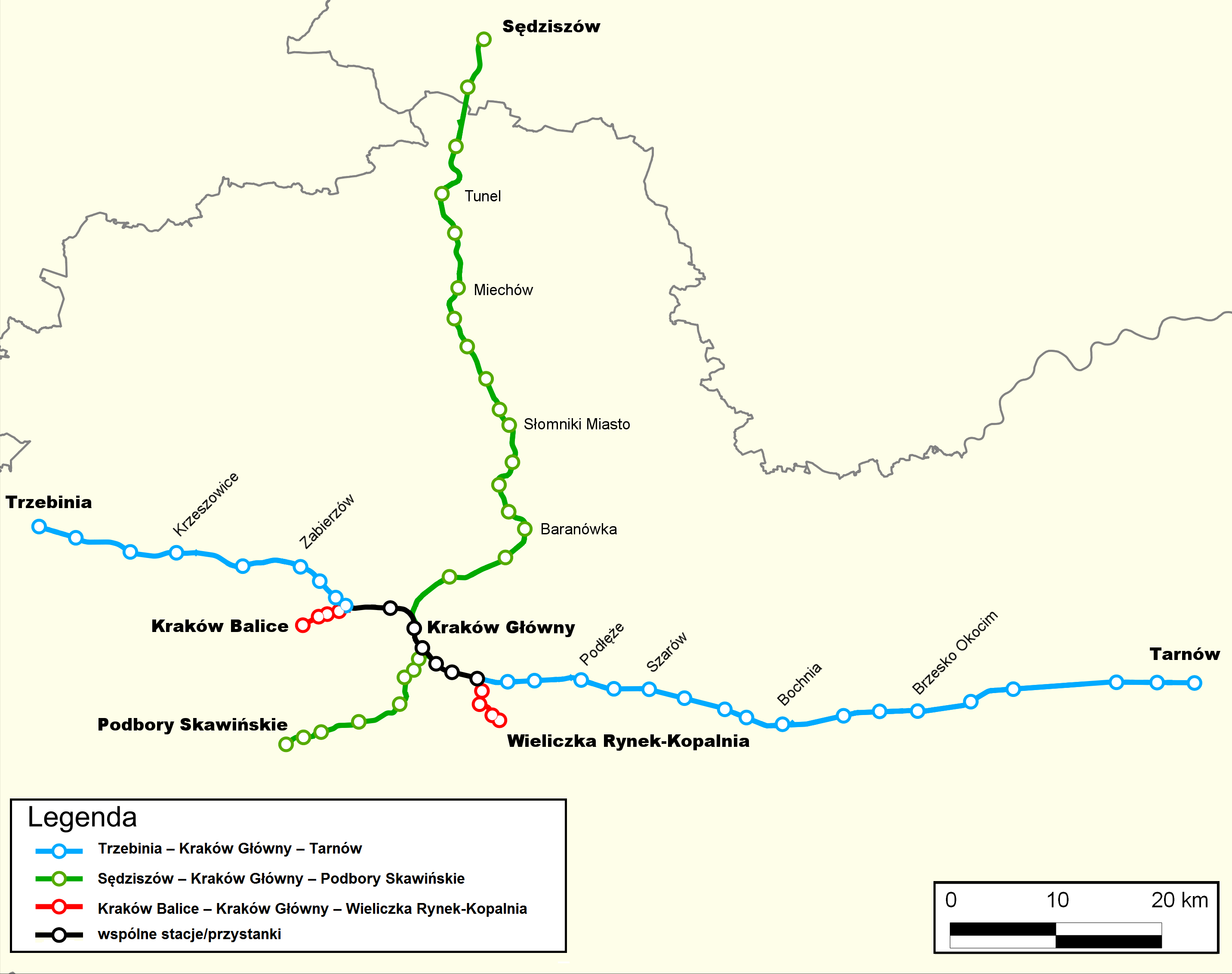
Verkehrsnetz der Koleje Małopolskie